# Najmanowie

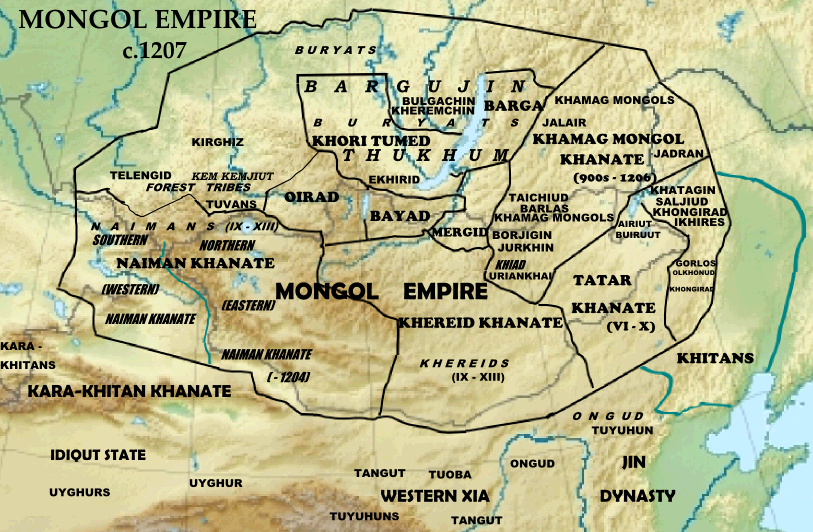
Lokalizacja chanatu najmańskiego we wczesnym imperium mongolskim (ok. 1207 roku)

Najmanowie (mong. naiman, czyli „osiem”), zwani także Turkami Najmańskimi lub Mongołami Najmańskimi – nazwa nadana plemieniu lub plemionom zamieszkującym część stepów Azji Środkowej. Pozostawali w zależności od Chanatu Kara Kitajów do 1177 roku. Wielu uczonych uważa ich za Turków z Sekiz Oguz.
Podobnie jak wśród Kitanów i Ujgurów, było wśród nich wielu nestoriańskich chrześcijan i buddystów. Po śmierci ostatniego chana, który zginął w bitwie przeciwko Temudżynowi w 1203 roku, jego syn Küczlük wraz z pozostałymi przy życiu żołnierzami uciekł do Kara Kitajów. Został tam przyjaźnie przyjęty i ożenił się z córką miejscowego władcy. Szybko jednak znalazł się w opozycji do teścia i wziął udział w spisku przeciwko niemu, w wyniku którego stracił on życie, a Küczlük zajął jego miejsce. Jako władca rozpoczął prześladowania muzułmanów w oazach na terenie współczesnej prefektury Hami. Jego rządy spotkały się z oporem miejscowych, którzy zbuntowali się przeciwko niemu. Ostatecznie utracił władzę w wyniku najazdu mongolskiego pod wodzą Dżebe-nojona.
Chociaż chanat Najmanów upadł pod ciosami Mongołów, to sam lud przetrwał, a jego przedstawicieli odnajdujemy w wielu częściach mongolskiego imperium, często na odpowiedzialnych stanowiskach. Uczeni przypuszczają, że Töregene-katun, żona Ugedeja, pochodziła z tego plemienia. Również Kitboga, jeden z dowódców Hulagu był Najmanem.
W dzisiejszym Kazachstanie plemię Najmanów jest jednym z najliczniejszych, również wśród Kirgizów i Uzbeków spotyka się Najmanów. Część z nich żyje w Afganistanie, gdzie są jednym z plemion hazarskich i zamieszkują Dolinę Szejka Alego. Przeważająca większość z nich to wyznawcy islamu w wersji szyickiej lub sunnickiej.

## Religia
W czasach przed podbojem mongolskim znaczna część Najmanów była chrześcijanami – nestorianami. Według tradycji Najmanowie i inni stepowi chrześcijanie byli potomkami trzech biblijnych mędrców. Wspomina o tym między innymi Kitboga, któremu przypisuje się słowa „kochamy i szanujemy chrześcijan, ponieważ jesteśmy potomkami Trzech Królów ze wschodu którzy przybyli do Betlejem złożyć ofiarę niedawno narodzonemu Chrystusowi”. Byli częścią drugiej fali nestorianizmu w Chinach w czasach Kubilaja. Jednak większość Najmanów, którzy osiedlili się w zachodnich chanatach z czasem przeszła na islam.